# Westerveldse Aa
De Westerveldse Aa is een historische laaglandbeek gelegen in de provincie Overijssel. Het stroomgebied bevindt zich aan de westzijde van Zwolle, waar de watergang deels de grens vormt tussen stedelijk gebied en de uiterwaarden van de Zwartewater. 
Van oorsprong een natuurlijke beek gevoed door kwelwater en regen, heeft de Aa door de eeuwen heen veranderingen ondergaan door menselijke ingrepen en stedelijke uitbreiding.
De naam Westerveldse Aa verwijst naar de streek Westerveld, waar de beek zichtbaar is en een rol speelt in watermanagement en ecologie.

## Loop en ligging
| Periode    | Brongebied                                 | Kenmerkende loop |
| ---------- | ------------------------------------------ | --- |
| 1850       | Bos- en kwelgebieden bij Spoolde           | Kronkelend door agrarisch cultuurlandschap. |
| 1950       | Slingerende beek richting Zwartewater      | Geen invloed van stedelijke hemelwater. |
| 2000–heden | Afwateringssloten nabij afrit Almelo (A28) | Gedeeltelijk kunstmatige bron door regenafvoer. De beek stroomt richting het westen door Spoolde, en bereikt de Vreugderijkerwaard voordat zij uitmondt in het Zwartewater. |

## Stedelijke invloed en regenwater
Sinds de jaren '90 is het brongebied sterk beïnvloed door verstedelijking van Holtenbroek, Aalanden en Stadshagen.

### Aanleg van A28 en stadsinfra
Omvorming tot regenwaterrivier: het beginpunt wordt grotendeels gevormd door afvoer van hemelwater via sloten en ondergrondse leidingen.

### Ecologie en natuurherstel
Hermeandering: de Aa krijgt haar natuurlijke loop deels terug in het Westerveldgebied.
Vispassages en groene oevers verhogen de biodiversiteit.
Nieuwe projecten van Waterschap Drents Overijsselse Delta richten zich op klimaatadaptatie en waterretentie.

## Cultuurhistorische waarde
- De Aa is onderdeel van het Zwols erfgoed.
- Werd eeuwenlang gebruikt voor landbouwkundige afwatering.
- Tegenwoordig [(sinds) wanneer?] een wandel/fiets-gebied en ecologisch element in stedelijk Zwolle. [1]